# Denise Boyd
Pour les articles homonymes, voir Boyd.
Denise Margaret Boyd (née Robertson le 15 décembre 1952) est une athlète australienne, spécialiste des épreuves de sprint.

## Biographie
Elle est l'épouse de Ray Boyd, vainqueur du saut à la perche aux Jeux du Commonwealth de 1982, et la mère d'Alana Boyd, également perchiste vainqueur de la compétition en 2010 et 2014.
Denise Boyd se distingue à l'occasion des Jeux du Commonwealth en remportant deux médailles d'or, sur 4 x 100 m en 1974 et sur 200 m en 1978, trois médailles d'argent et trois médailles de bronze.
Elle se classe 7e du 200 mètres des Jeux olympiques de 1976 et de 1980.

## Palmarès
| Date | Compétition          | Lieu         | Résultat | Épreuve   | Temps         |
| ---- | -------------------- | ------------ | -------- | --------- | ------------- |
| 1974 | Jeux du Commonwealth | Christchurch | 3e       | 100 m     | 11 s 50       |
| 1974 | Jeux du Commonwealth | Christchurch | 2e       | 200 m     | 22 s 73       |
| 1974 | Jeux du Commonwealth | Christchurch | 1re      | 4 x 100 m | 43 s 51       |
| 1976 | Jeux olympiques      | Montréal     | 7e       | 200 m     | 23 s 05       |
| 1976 | Jeux olympiques      | Montréal     | 5e       | 4 x 100 m | 43 s 18       |
| 1978 | Jeux du Commonwealth | Edmonton     | 3e       | 100 m     | 11 s 37       |
| 1978 | Jeux du Commonwealth | Edmonton     | 1er      | 200 m     | 22 s 82       |
| 1978 | Jeux du Commonwealth | Edmonton     | 3e       | 4 x 100 m | 44 s 78       |
| 1978 | Jeux du Commonwealth | Edmonton     | 2e       | 4 x 400 m | 3 min 28 s 65 |
| 1980 | Jeux olympiques      | Moscou       | 7e       | 200 m     | 22 s 76       |
| 1982 | Jeux du Commonwealth | Brisbane     | 2e       | 4 x 400 m | 3 min 27 s 72 |

## Records
| Épreuve | Marque  | Lieu   | Date            |
| ------- | ------- | ------ | --------------- |
| 100 m   | 11 s 35 | Moscou | 25 juillet 1980 |
| 200 m   | 22 s 35 | Sydney | 23 mars 1980    |